# 李信基
李信基（韓語：이신기，1988年6月23日—），另譯作李新基，是一位韓國男演員。

## 演出作品

### 電視劇
- 2018年：OCN《神的測驗5》飾演 刑警
- 2019年：JTBC《輔佐官–改變世界的人們》飾演 李信基[2]
- 2019年：JTBC《輔佐官2–改變世界的人們》飾演 李信基
- 2020年：tvN《超能警探》飾演 文勇強
- 2020年：JTBC《Run On》飾演 徐明敏[3]
- 2021年：KBS 2《Drama Special－疼痛的風景》飾演 後輩刑警
- 2023年：Disney+《惡中之惡》飾演 徐鍾烈[4][5]
- 2023年：Netflix《京城怪物》飾演 遠藤少校[6]
- 2024年：SBS《聯結》飾演 韓成勛
- 2024年：tvN《The Auditors監察》飾演 姜明鐵（特別出演）
- 2024年：MBC《如此亲密的背叛者》饰演 金容洙

### 電影
- 2019年：《老公不是人（朝鲜语：죽지않는 인간들의 밤）》

## 獎項
- 2021年：《第34屆畫梅獎》最佳新人獎[7]

## 外部連結
- 李信基的Instagram帳戶
- 李信基在韩国电影数据库（KMDb）上的資料（韓語）